# Juan Carlos Raffo Camarillo
Juan Carlos José Raffo Camarillo, né le 6 mai 1954, est un homme politique espagnol membre du Parti socialiste ouvrier espagnol (PSOE).

## Biographie

### Vie privée
Il est marié.

### Carrière politique
Le 20 décembre 2015, il est élu sénateur pour Séville au Sénat et réélu en 2016. Il est élu membre du bureau et troisième secrétaire du Sénat.